# 國立陽明交通大學系統工程與科技學士學位學程
國立陽明交通大學系統工程與科技學士學位學程（Undergraduate Degree Program of Systems Engineering and Technology,National Yang Ming Chiao Tung University）是一個由陽明交通大學與國防大學理工學院合辦的學士學位學程，畢業生即授予兩校的雙學位證書，成立於2019年，成立的背景為中華民國國防部期望藉由「讀軍校享交大文憑」提升國軍招募，以及效仿美國研究型大學發展國防科技，藉由兩校合作培育科技軍官。

## 沿革
- 2018年3月21日，時任中華民國國防部部長嚴德發對立法院外交及國防委員會進行說明，未來國防大學將與國立交通大學共同招生，並計畫給予國防大學理工學院畢業生交大畢業證書和交大師資支援以提升軍校素質以及強化國防科技，進一步說明模式會是兩校「共同學籍，共同頒授學位」[6][7]。
- 2018年3月28日，國立交通大學校內校務會議壓倒性通過此案，會議代表90人，同意票65票、不同意票8票[8]。
- 2018年10月22日，中華民國教育部正式通過國立交通大學與國防大學合作招生案，並於隔年試辦，招生管道採國防軍事聯招管道，並且計畫畢業證書由交大授予，證書也會註記國防大學相關系所[9][10]。
- 2019年9月，招收第一屆系統工程與科技學士學位學程學生，共同招收285名新生[11][12]。
- 2021年，國立交通大學與國立陽明大學合併為國立陽明交通大學，系統工程與科技學士學位學程招收第三屆學生，也是陽明交大合校後的第一屆新生[13][14]。
- 2023年7月31日，國立陽明交通大學成立「國防教育與研究總中心」，並將原屬於「前瞻系統工程教育院」的系統工程與科技學士學位學程改隸於此單位[15]。

## 分組與合作科系
| 組別名稱         | 合作校系                                                                                       |
| ---------------- | ---------------------------------------------------------------------------------------------- |
| 電機電子工程組   | 國立陽明交通大學電機學院 國防大學理工學院電機電子工程系                                        |
| 資訊工程組       | 國立陽明交通大學資訊工程學系 國防大學理工學院資訊工程系                                        |
| 機械及航太工程組 | 國立陽明交通大學機械工程學系 國防大學理工學院機械及航太工程系 國防大學理工學院動力及系統工程系 |
| 環境資訊及工程組 | 國立陽明交通大學土木工程學系 國防大學理工學院環境資訊及工程系                                  |
| 化學及材料工程組 | 國立陽明交通大學材料科學與工程學系 國立陽明交通大學應用化學系 國防大學理工學院化學及材料工程系 |

## 批評
由於國立交通大學與國防理工學院的錄取成績落差極大，像是交大的學測錄取標準在前標以上，國防大學則在均標以下，有人對此嘲笑直言國軍募兵奇招，交大學生則於網路論壇表達不滿，覺得這是黑箱作業以及覺得被硬上等。

## 外部連結
- 國立陽明交通大學系統工程與科技學士學位學程 （页面存档备份，存于）